# Drymodes
Drymodes Gould, 1841 è un genere di uccelli della famiglia dei Petroicidi.

## Tassonomia
Il genere Drymodes comprende tre specie:
- Drymodes beccarii Salvadori, 1876 - usignolo di macchia papua;
- Drymodes superciliaris Gould, 1850 - usignolo di macchia settentrionale;
- Drymodes brunneopygia Gould, 1841 - usignolo di macchia meridionale.

La prima specie è endemica della Nuova Guinea, le altre due dell'Australia, dove occupano rispettivamente la parte nord-orientale e meridionale del continente.